# Шевченко Сергій Якович
Сергі́й Я́кович Шевче́нко (нар. 15 травня 1960, Киргизька РСР) — радянський і український футболіст-нападник і футбольний тренер. На початку 1990-х був капітаном і найкращим бомбардиром сімферопольської «Таврії», зокрема забив переможний м'яч у грі за чемпіонство 1992 року. Із 2011 по 2013 рік тренував «Авангард» (Краматорськ)

## Звання
- 1989 — майстер спорту СРСР

## Досягнення
- 1992 — чемпіон України